# Артемас (музикант)
Артемас Діамандіс (нар. 23 вересня 1999), відомий під мононімом Артемас, — англо-кіпрський співак, автор пісень і музичний продюсер, найбільш відомий своїми синглами «If U Think I'm Pretty» і «I Like the Way You Kiss Me».

## Раннє життя
Діамандіс виріс у селі в Оксфордширі та з раннього віку прагнув стати співаком. Перегляд документального фільму про Курта Кобейна під назвою Kurt Cobain: Montage of Heck у віці 16 років вперше надихнув його писати пісні.

## Кар'єра
У 17 років Артемас написав свою першу так звану «дуже погану рок-пісню», яку транслювали на місцевому радіо.
Першим музичним релізом Артемаса був сингл «High 4 U» у листопаді 2020 року. Його звучання порівнювали зі звучанням Rex Orange County «з натяком на R&B» у 2022 році. 24 жовтня 2023 року Діамандіс випустив сингл «If U Think I'm Pretty», який незабаром став вірусним. До лютого 2024 року пісня потрапила до UK Singles Chart. Сингл також сприяв виходу його мікстейпу Pretty. 19 березня 2024 року він випустив сингл «I Like the Way You Kiss Me». «I Like The Way You Kiss Me» посіла третє місце в UK Singles Chart, очолила чарти в Німеччині та Литві, а також увійшла до десятки кращих у чартах різних країн, зокрема Австралії, Австрії, Нової Зеландії, Республіки Ірландія та Норвегії.

## Дискографія

### Мікстейпи
| Назва                                                           | Деталі                                                        | Пікові позиції в чартах | Пікові позиції в чартах |
| Назва                                                           | Деталі                                                        | AUS Hit.                | LTU                     |
| --------------------------------------------------------------- | ------------------------------------------------------------- | ----------------------- | ----------------------- |
| I’m Sorry I’m Like This                                         | - Випущено: 6 травня 2022 - Формат: Цифровий - Лейбл: Artemas | —                       | —                       |
| Pretty                                                          | - Випущено: 9 лютого 2024 - Формат: Цифровий - Лейбл: Artemas | 18                      | 9                       |
| "—" означає запис, який не потрапив до чартів на цій території. |                                                               |                         |                         |

### Сингли
| Назва                                                           | Рік  | Пікові позиції в чартах | Пікові позиції в чартах | Пікові позиції в чартах | Пікові позиції в чартах | Пікові позиції в чартах | Пікові позиції в чартах | Пікові позиції в чартах | Пікові позиції в чартах | Пікові позиції в чартах | Пікові позиції в чартах | Сертифікації | Альбом                  |
| Назва                                                           | Рік  | UK                      | AUS                     | AUT                     | CAN                     | GER                     | LAT                     | SWE                     | SWI                     | US                      | WW                      | Сертифікації | Альбом                  |
| --------------------------------------------------------------- | ---- | ----------------------- | ----------------------- | ----------------------- | ----------------------- | ----------------------- | ----------------------- | ----------------------- | ----------------------- | ----------------------- | ----------------------- | ------------ | ----------------------- |
| "High 4 U"                                                      | 2020 | —                       | —                       | —                       | —                       | —                       | —                       | —                       | —                       | —                       | —                       |              | Сингли поза альбомом    |
| "Sunny"                                                         | 2021 | —                       | —                       | —                       | —                       | —                       | —                       | —                       | —                       | —                       | —                       |              | Сингли поза альбомом    |
| "Misunderstood"                                                 | 2021 | —                       | —                       | —                       | —                       | —                       | —                       | —                       | —                       | —                       | —                       |              | Сингли поза альбомом    |
| "Real Life"                                                     | 2021 | —                       | —                       | —                       | —                       | —                       | —                       | —                       | —                       | —                       | —                       |              | I'm Sorry I'm Like This |
| "I'm Trynna Tell U That I Love U"                               | 2021 | —                       | —                       | —                       | —                       | —                       | —                       | —                       | —                       | —                       | —                       |              | I'm Sorry I'm Like This |
| "Favourite"                                                     | 2022 | —                       | —                       | —                       | —                       | —                       | —                       | —                       | —                       | —                       | —                       |              | I'm Sorry I'm Like This |
| "I'm Sorry"                                                     | 2022 | —                       | —                       | —                       | —                       | —                       | —                       | —                       | —                       | —                       | —                       |              | I'm Sorry I'm Like This |
| "Waiting for It All to Go Wrong"                                | 2022 | —                       | —                       | —                       | —                       | —                       | —                       | —                       | —                       | —                       | —                       |              | I'm Sorry I'm Like This |
| "My Love, I Feel So Low"                                        | 2022 | —                       | —                       | —                       | —                       | —                       | —                       | —                       | —                       | —                       | —                       |              | Сингли поза альбомом    |
| "Me n My Girl"                                                  | 2022 | —                       | —                       | —                       | —                       | —                       | —                       | —                       | —                       | —                       | —                       |              | Сингли поза альбомом    |
| "Mi Amor"                                                       | 2022 | —                       | —                       | —                       | —                       | —                       | —                       | —                       | —                       | —                       | —                       |              | Сингли поза альбомом    |
| "I'll Make You Miss Me"                                         | 2023 | —                       | —                       | —                       | —                       | —                       | —                       | —                       | —                       | —                       | —                       |              | Сингли поза альбомом    |
| "Cross My Heart"                                                | 2023 | —                       | —                       | —                       | —                       | —                       | —                       | —                       | —                       | —                       | —                       |              | Pretty                  |
| "If U Think I'm Pretty"                                         | 2023 | 39                      | 30                      | 42                      | 74                      | 94                      | 10                      | —                       | 92                      | —                       | 113                     |              | Pretty                  |
| "Just Want U to Feel Something"                                 | 2023 | —                       | —                       | —                       | —                       | —                       | —                       | —                       | —                       | —                       | —                       |              | Pretty                  |
| "Ur Special to Me"                                              | —    | —                       | —                       | —                       | —                       | —                       | —                       | —                       | —                       | —                       |                         |              | Pretty                  |
| "Ur Special to Me"                                              | 2024 | —                       | —                       | —                       | —                       | —                       | —                       | —                       | —                       | —                       | —                       |              |                         |
| "I Like the Way You Kiss Me"                                    | 2024 | 3                       | 3                       | 1                       | 6                       | 1                       | 1                       | 1                       | 1                       | 12                      | 2                       | ARIA: Gold   | Сингл без альбому       |
| "—" означає запис, який не потрапив до чартів на цій території. |      |                         |                         |                         |                         |                         |                         |                         |                         |                         |                         |              |                         |

## Зовнішні посилання
- Офіційний сайт